# Арысов, Жанас Арысович
Жанас Арысов (каз. Жанас Арысұлы Арысов; 7 января 1942; Аральский район, Кызылординская область, КазССР, СССР — 28 декабря 2014; Темиртау) — советский и казахский металлург, ветеран Карагандинского металлургического комбината. Кавалер ордена «Барыс» ІІІ степени (2010).

## Биография
Родился 7 января 1942 года в Аральском районе Кызылординской области.
В 1960 году приехал в Темиртау на строительство металлургического комбината по комсомольской путевке, в том же году сразу поступил в Магнитогорское техническое училище № 6.
Трудовую деятельность начал в 1962 году электрослесарем ТЭЦ-ПВС на Карагандинском металлургическом комбинате.
В 1970 году окончил Казахский политехнический институт по специальности электромеханик.
После окончания института работал в коксохимическом производстве, на строящейся в то время пятой коксовой батарее, а затем в новом ремонтно — монтажном цехе.
С 1982 по 2010 год — начальник цеха ЦРМО-1 АО «АрселорМиттал Темиртау».
Скончался 28 декабря 2014 года в Темиртау.

## Награды
- Указом президента РК от 2 июля 2010 года награждён орденом «Барыс» ІІІ степени — за заслуги в государственной и общественной деятельности, значительный вклад в социально-экономическое развитие страны и в связи 50-летию Казахстанской Магнитки.[1][2]
- Медаль «Ерен Еңбегі үшін» (За трудовое отличие) (Казахстан)
- Медаль «За трудовое отличие» (СССР)
- Награждён почетными грамотами правительственными медалями Республики Казахстан и др.